# Christopher Landon
Christopher Beau Landon (nacido el 27 de febrero de 1975) es un director de cine, productor y guionista estadounidense mejor conocido por trabajar en los géneros de terror y comedia de terror .
Ha trabajado como guionista del thriller Disturbia y de la mayoría de las películas de la serie de terror de metraje encontrado Actividad Paranormal . Escribió y dirigió Paranormal Activity: The Marked Ones, así como las películas de comedia de terror Happy Death Day, Scouts Guide to the Zombie Apocalypse, Happy Death Day 2U, Freaky y We Have a Ghost . Escribió e hizo su debut como director en la película de suspenso satírico Burning Palms (2010).

## Primeros años de vida
Landon nació en Los Ángeles y es hijo del actor Michael Landon y Lynn Noe. Es el menor de cuatro hijos producto de su matrimonio. Sus padres se divorciaron en 1980, cuando él tenía cuatro años; Residió con su padre hasta los dieciséis años, cuando su padre murió de cáncer de páncreas .  Uno de sus hermanos es Michael Landon Jr., actor, y una de sus medias hermanas es Jennifer Landon, actriz. Su abuelo paterno era judío,  mientras que su abuela paterna era católica, aunque su padre fue criado como judío . 

## Carrera
Landon, siguiendo los pasos de su padre Michael Landon en el cine, estudió escritura de guiones en la Universidad Loyola Marymount, pero abandonó el curso tres años después para seguir una carrera cuando el director de cine Larry Clark le ofreció un trabajo como escritor después de leer uno de sus guiones. Luego coescribió el guion de Otro día en el paraíso con Eddie Little y Stephen Chin. Después de escribir Otro día en el paraíso, se declaró gay, consciente de que la homofobia puede haber perjudicado su potencial en la industria. "Puedo caer de alguna lista debido a mi sexualidad. Pero si eso sucede, entonces realmente no quiero estar en esa lista de todos modos", dijo, hablando de la homofobia en Hollywood y la industria cinematográfica. "Yo era la moda del mes, y luego me despidieron rápidamente. Llegué a un punto en mi carrera en el que no podía conseguir una reunión en ningún lado". Se mudó de Los Ángeles a Austin, Texas, contemplando el futuro de su carrera, que revivió sólo unos años más tarde.
La mayoría de las películas de Landon tratan temas y cuestiones homosexuales, que incluyen $ 30, uno de los cinco componentes de Boys Life 3, una colección de cortometrajes que tratan sobre los problemas que enfrentan los homosexuales y un guion específico sobre la relación entre un hombre heterosexual y un hombre gay. Más recientemente, ha escrito los guiones de las películas de 2007 Blood and Chocolate, The Flock  y la aclamada Disturbia. Disturbia fue uno de sus guiones específicos que se llevó a Montecito Pictures y posteriormente a DreamWorks Pictures, y se convirtió en el número uno en los cines tras su estreno. Luego trabajó en The Lesson, una película para DreamWorks. y la serie de televisión de 2007 Dirty Sexy Money, su primer proyecto televisivo, ansioso por ampliar su repertorio. Está trabajando en un guion para una adaptación cinematográfica de la novela juvenil Wake de Lisa McMann. Landon hizo su debut como director con Burning Palms, un thriller cómico que fue mal recibido.
Landon se convirtió en la voz creativa detrás de la serie de películas Paranormal Activity, escribiendo Paranormal Activity 2, Paranormal Activity 3 , Paranormal Activity 4 y Paranormal Activity: Next of Kin. Landon también dirigió y escribió la franquicia derivada, Paranormal Activity: The Marked Ones, que se estrenó en 2014.
La siguiente película de Landon fue Scouts Guide to the Zombie Apocalypse. Luego escribió y dirigió las películas de género slasher Happy Death Day y Happy Death Day 2U, protagonizadas por Jessica Rothe.
En agosto de 2023, se anunció que Landon dirigiría Scream 7, la séptima entrega de la franquicia Scream.  Landon anunció el 23 de diciembre de 2023 que ya no estaba asociado con la secuela y dijo: "Creo que ahora es un momento tan bueno como cualquier otro para anunciar que dejé formalmente Scream hace 7 semanas. Fue el trabajo de mis sueños que se convirtió en un pesadilla. Y mi corazón se rompió por todos los involucrados. Pero es hora de seguir adelante".

## Vida personal
Landon se declaró gay en 1999, después de haber escrito solo el guion de Otro día en el paraíso, sin miedo a que su sexualidad dañara su potencial profesional.  Dice que cuando era niño, sus compañeros de secundaria lo llamaban "maricón ". Su madre, cristiana, se negó a aceptar su sexualidad. Su madrastra, Cindy Clerico, la siguiente esposa de su padre, le dio su apoyo y le dijo que tanto ella como su padre sospechaban que él era gay.